# 國民革命軍第九軍
國民革命軍第九軍曾先後組成六次。

## 沿革
1926年8月，湖南常德黔軍第一師被國民政府軍事委員會改編為國民革命軍第九軍，彭漢章任軍長，呂超任黨代表，下轄第一師，師長賀龍；第二師，師長楊其昌；第三師，師長毛鴻翔。

### 國民革命軍北伐時期
該軍編成後，隸屬左翼軍繼續北伐。9月中旬，該軍策應北伐軍中路攻擊武漢，先後攻佔公安、黃金口和陡湖堤等。此時川軍楊森與直系盧金山組成川鄂聯軍，企圖反攻鄂西。在國民革命軍第十軍和國民革命軍第八軍配合下，第九軍擊敗川鄂聯軍，並攻佔宜昌。1927年2月5日，唐生智以「蹂躪江西，與吳、孫勾結」罪名扣押彭漢章。第1師被改編為獨立十五師；第2師被編為國民革命軍第十一軍第26師；第3師被國民革命軍第二十五軍收編。8月13日，唐生智槍殺彭漢章，第九軍番號第一次撤銷。
1926年秋，滇軍金漢鼎經朱培德同意，在江西贛州新編國民革命軍獨立第16師。1927年5月初，獨16師擴編為第九軍，金漢鼎任軍長，下轄第28師，師長韋杵；第29師，師長周志群。是時，武漢國民政府北伐，第九軍留守江西九江。8月1日，中國共產黨南昌起義後，該軍將原滇軍楊如軒部編成國民革命軍第27師，隸屬該軍鎮壓南昌暴動部隊。後因該軍對南昌起義部隊南撤阻擊不力，蔣介石下令撤銷第九軍番號，將其縮編為國民革命軍第12師。第九軍番號第二次撤銷。
1927年9月，國民革命軍第3師、國民革命軍第14師、國民革命軍第21師合編為第三代的第九軍，顧祝同任軍長，衛立煌任副軍長。第3師師長顧柱同兼任、14師師長衛立煌、21師師長陳繼承。相較於原先省軍部隊血統，第三代的第九軍組成中，第3師為原先建國粵軍第4師、14師原為第一軍麾下的國民革命軍獨立第2師、21師則是國民革命軍總預備隊補充師改名，在政治光譜上，已經為標準的中央軍系部隊。
第九軍完成重編後，投入第二次北伐戰爭，在安徽三界打敗孫傳芳部守軍，佔領鳳陽後，先後攻克徐州、台兒莊、濟南等。北伐勝利後，第九軍的3、14師和國民革命軍第十七軍第2師併編為國民革命軍第2師。顧祝同任師長，下轄第四旅、第五旅、第六旅。，師長由軍長顧柱同擔任；21師則和國民革命軍第三十二軍併編為國民革命軍第3師。第九軍番號撤銷。

### 第一次國共內戰時期
1929年4月，蔣桂戰爭爆發後，討伐新桂系，南京政府將國民革命軍第47師（師長王金鈺）、國民革命軍第54師（師長郝夢齡）、國民革命軍新編第4師（師長劉桂堂）合編為第九軍，隸屬討逆軍第三軍團，為第四代第九軍，軍長何成濬。47師為原先北洋陸軍第4師的殘餘部隊、54師則是從東北軍叛逃到吳佩孚麾下後改編的單位、新4師原為山東土匪，在第二階段北伐期間被何應欽收編、性質上回歸為投靠南京政府的軍閥部隊。蔣桂戰爭結束後，第九軍在10月投入蔣馮戰爭，並在擊潰西北軍部隊上立有戰功。同年12月，何成濬升任武漢行營主任，由47師師長王金鈺任軍長。
民國十九年（1930）3月，上官雲相接替王金鈺成為第九軍軍長，同年5月的中原大戰中第九軍編入討逆軍第三軍團（總指揮何成濬），負責平漢鐵路戰線與西北軍對抗。但是大戰剛開始新4師師長劉桂堂便受閻錫山攏絡叛逃到閻錫山控制區。因為部隊陣前倒戈，軍長上官雲相遭撤職調任軍事參議，王金鈺回任軍長。在中原大戰的河南省戰線，第九軍成功的在臨潁縣擊退西北軍樊鍾秀部隊，迫使該部隊退守許昌。中原大戰結束後，第九軍南調江西省，投入第二次江西剿共戰爭、第三次江西剿共戰爭。由於47師在第二次江西剿共戰爭遭到重創，在民國二十一年（1932）年1月王金鈺辭職轉任軍事參議，軍長由54師師長郝夢齡升任，之後的第九軍下轄47師（師長上官雲相）與54師（軍長郝夢齡兼師長）。此後第九軍繼續在第四次江西剿共戰爭與第五次江西剿共戰爭、三個月清剿等戰疫中使用。
民國二十四年（1935）初，47師移編給豫皖綏靖公署，負責對湖北省、湖南省、安徽省等地殘存的紅軍游擊隊進行圍剿，54師與第九軍軍部則作為追擊部隊追剿長征紅軍。5月，紅一方面軍長征離開貴州後，中央軍系，陳誠土木系部隊組成的國民革命軍第99師編入第九軍補充戰力，抗戰前，第九軍麾下編制第54師（師長劉家騏）、99師（師長傅仲芳）。

### 中國抗日戰爭時期
1937年7月中國抗日戰爭爆發後，99師續留貴州省，軍部與54師轉移華北戰場。同年10月初，第九軍部隊轉移到山西省太原，隸屬在國民革命軍第七集團軍下，參加忻口會戰。10月16日，郝夢齡於會戰期間於前線督戰時遭日軍機槍擊斃陣亡，11月6日，由衛立煌的親信、國民革命軍第十四軍參謀長郭寄嶠繼任軍長，副軍長裴昌會。編制部隊為國民革命軍第54師（師長孔繁瀛）、國民革命軍第99師（師長傅仲芳）
，山西淪陷後，第九軍與54師轉至黃河南北兩岸繼續與日軍對抗。
民國二十七年（1938）6月，國民政府軍事委員會決定以駐留貴州的99師擴編為國民革命軍第九十九軍，缺少的編制則補入原先用於反游擊任務的國民革命軍第47師（師長郭貽衍）。1939年，參加冬季攻勢。
1940年6月，該軍隸屬第二戰區。郭寄嶠升任第三戰區參謀長，由裴昌會任軍長，陳瑞珂任副軍長，下轄第47師，師長郭貽衍；54師，師長王晉；同時國民革命軍第九十七軍殘部併編為國民革命軍新編第24師（師長張東凱），並移編給第九軍。
民國三十年（1941）5月，第九軍改隸抗日戰爭第一戰區，參加晉南會戰。
1942年3月，裴昌會升任國民革命軍第十四集團軍副總司令，由陳瑞珂任軍長，張東凱、郭貽衍任副軍長。同年下半年，47師撥歸第一戰區直轄，另將戰區直轄之獨立第五旅調歸該軍。1943年8月，陳瑞珂因違犯軍紀被革職，由王晉暫代軍長。10月，由國民革命軍第三十七集團軍副總司令韓錫侯兼任軍長，黃永安任副軍長，隸屬國民政府軍事委員會，下轄54師，師長王晉（後史松泉）；新24師，師長宋子英；獨立第五旅，旅長馬雄飛。1944年4月，參加豫中會戰。6月，韓錫侯免去兼職，由陳金誠接任軍長，黃永安、張東凱任副軍長。不久移防貴州，改隸黔湘桂邊區。
民國三十四年（1945）4月，第九軍因戰力狀況不佳被劃入撤裁單位，54師改隸國民革命軍第十三軍，新24師被裁減。第九軍第四次遭撤銷。

### 國共內戰時期
第九軍番號在國共內戰中重新啟用，使用他的核心部隊是國民革命軍第166師，166師前身是建國豫軍樊鐘秀麾下部隊，屬於河南省地方軍閥的一支。1930年5月，建國豫軍樊鐘秀部在中原大戰中被國民政府擊敗，樊鐘秀陣亡後殘部投降，一部被改編為國民革命軍新編第五軍。1931年，該軍縮編為國民革命軍新編第20師，不久後獲得國民革命軍第166師番號，由黃埔軍校派遣至建國豫軍的郜子舉接任師長。1937年7月抗日戰爭爆發，166師編入國民革命軍第八軍。
166師在抗戰前期因蘭封會戰之故使得第八軍遭到撤裁，並移編給新成立的國民革命軍第九十一軍使用，但不久號駐紮的防區失守而導致九十一軍再度遭到解編，並在民國二十八年（1939）編配給國民革命軍第九十三軍使用。在九十三軍結束晉南會戰後，在民國三十一年（1942）調入重慶擔任守備部隊，並在民國三十二年（1943）移編給國民革命軍第九十七軍，不過該軍在民國三十四年（1945）因戰力不足而遭裁撤，僅保留166師。九十七軍撤裁後，166師編入國民革命軍第八軍。
抗戰結束後，第八軍按照裁軍計畫縮編為整編第8師，166師縮編為整編166旅，並投入國共內戰使用。
不過因戰爭擴大，國軍終止整編計畫，擴編部隊，整8師重新恢復軍級規格。民國三十六年（1947）8月，國軍為加強膠濟鐵路中段守備力量，在山東省將第八軍麾下的國民革命軍166師與國民革命軍新編第3師，軍長黃淑，下轄新編第3師，師長周藩；166師師長由軍長黃淑兼任。該軍編成後，即守備膠濟鐵路中段。
1948年初，國軍整編，該軍改編為整編第九師（與第二軍改編的整編第9師無歷史淵源），師長黃淑。同時，原屬第三師、第一六六師縮編為整編第三旅，旅長周藩；整編第一六六旅，旅長蕭超伍。另將暫編第二十六旅編入該師，旅長王青雲。7月，該師南調，守備津浦鐵路中段。9月，該整編師恢復第九軍番號，隸屬第十三兵團。軍長黃淑任，副軍長李藎宣、蕭超伍，參謀長顧隆筠。原轄整編第三旅改編為第三師，師長周藩；整編第一六六旅改編為第一六六師，師長蕭超伍兼；暫編第26旅改為第二五三師，師長王青雲。11月初，該軍參加淮海戰役。
1949年1月，解放軍圍殲該軍大部于河南永城東北地區。

#### 徐蚌會戰後重建
1949年3月，該軍殘部在上海重建，軍長徐志勗，隸屬第十三編練司令部。下轄第三師，師長田仲達；第一六六師，師長葉會西；第二五三師，師長李牧良。1949年4月22日，第九軍第一六六師及第二五三師從上海江灣海運至福建廈門對岸之嵩嶼，駐防龍巖、和溪、南靖、龍溪一帶，並納入第二十二兵團（李良榮）序列（下轄第五軍、第九軍、第一二一軍）。第九軍入閩之時嚴重缺員，實際上僅有2000餘人，由於兵源無法獲得補充，故於1949年8月將下轄之兩個師縮編為第一六六師，師長由葉會西續任。
1949年8月福州戰役後，福州綏靖公署撤至廈門，重新調整金廈地區兵力部屬。原第五軍（軍長沈向奎）移防金門，變更番號為第二十五軍，其所屬之第二〇〇師（師長麻心全）撥出與第九軍第一六六師重新編成第五軍（軍長李運成），第九軍裁撤。惟第五軍於1949年9月移防烈嶼（小金門）時，只帶第二〇〇師前往，第一六六師奉福州綏靖公署之命，留置廈門歸綏署直轄。1949年10月15日，共軍進攻廈門，廈門於10月17日淪陷，第一六六師殘部（師部及第四九七團殘部）約1000餘人撤往烈嶼（小金門）歸建第五軍。1949年11月，第一六六師裁撤併入第二〇〇師，成為該師第六〇〇團。